# Orphans and outcasts, volume 2
Orphans and outcasts, volume 2 is een demoalbum van Iain Matthews. Het album behandelt het moeilijke tijdperk in de muziek van de folkzanger, de jaren ‘80. Na Hi-Fi (Matthews: slecht voor mijn stem, goed voor mijn muziek) verschenen er nog zelden albums van de man en halverwege die jaren zag hij er geen brood meer in zijn loopbaan als zanger/gitarist voort te zetten. Hij ging leiding geven bij een platenlabel en kwam uiteindelijk terecht bij Windham Hill Records; een tijd die hij later omschreef als “andere artiesten dwarszitten”. Tijdens een reüniefestival sprak Robert Plant hem aan, waarom hij geen platen meer maakte en vanaf 1988 verschenen er dan ook weer albums van Matthews. De rock uit de jaren ’80 had hij vaarwel gezegd; hij keerde terug naar de basis van zijn carrière: folkmuziek.
Op dit album is die weg terug goed te horen. Het album begint met saaie machinaal klinkende jaren 80-rock en eindigt weer met folk.

## Musici en Muziek
| track | jaar                           | lied                         | schrijver                     | wie speelt                   | tijd |
| ----- | ------------------------------ | ---------------------------- | ----------------------------- | ---------------------------- | ---- |
| 1     | SOS                            | 1981 Hi-Fi                   | Iain Matthews                 | zie Hi-Fi                    | 2:36 |
| 2     | Better not stay                | 1981 Hi-Fi                   | David Surkamp                 | zie Hi-Fi                    | 4:51 |
| 3     | What doy you wigh you could be | 1982 demo’s Seattle          | Iain Matthews                 | Iain Matthews Joe Hadlock    | 4:27 |
| 4     | Perfect timing                 | 1982 demo’s Seattle          | Iain Matthews                 | idem                         | 4:02 |
| 5     | Voices                         | 1982 demo’s Seattle          | Iain Matthews                 | idem                         | 4:10 |
| 6     | Action                         | 1983 Shook                   | Iain Matthews                 | Iain Matthews Bob Metzger    | 4:06 |
| 7     | Change                         | 1983 Shook                   | Iain Matthews                 | idem                         | 3:41 |
| 8     | Rendezvous                     | 1984 demo Venice             | Iain Matthews, Harlan Collins | Iain Matthews Harlan Collins | 3:28 |
| 9     | What the wanter wants          | 1987 Walking a changing line | Jules Shear                   | Iain Matthews Mark Hallman   | 3:06 |
| 10    | Action and intent              | 1987 Walking a changing line | idem                          | idem                         | 2:44 |
| 11    | Too hard too soon              | 1987 Walking a changing line | idem                          | idem                         | 3:05 |
| 12    | Steady                         | 1987 Walking a changing line | idem                          | idem                         | 4:06 |
| 13    | Your heart again               | 1987 Walking a changing line | idem                          | idem                         | 4:08 |
| 14    | Still I see you                | 1987 Walking a changing line | idem                          | idem                         | 3:44 |
| 15    | We don’t talk anymore          | 1988 Nashville (Tennessee)   | Iain Matthews, Craig Bickhart | Iain Matthews Graig Bickhart | 4:13 |
| 16    | Rain of ‘62                    | 1989 Pure and crooked        | Iain Matthews                 | Iain Matthews Scott Neubert  | 4:30 |
| 17    | Mercy Street                   | 1989 Pure and crooked        | Peter Gabriel                 | Iain Matthews Mark Hallman   | 4:10 |
| 18    | Perfect timing                 | 1989 Pure and crooked        | Iain Matthews, Mark Hallman   | idem                         | 4:31 |